# Copa Libertadores 1997
W trzydziestej ósmej edycji Copa Libertadores udział wzięło 21 klubów reprezentujących wszystkie kraje zrzeszone w CONMEBOL. Każde z 10 państw wystawiło po 2 kluby, nie licząc broniącego tytułu argentyńskiego klubu River Plate, który awansował do 1/8 finału bez gry.
River Plate nie obronił tytułu, odpadając już w 1/8 finału po przegranych karnych z krajowym rywalem – klubem Racing Club de Avellaneda. Także pogromcy obrońcy tytułu nie zdobyli pucharu, przegrywając w półfinale z peruwiańskim klubem Club Sporting Cristal. W finale Sporting Cristal zmierzył się z brazylijskim klubem Cruzeiro EC. W dwóch meczach padła tylko jedna bramka, która zadecydowała o tym, że Copa Libertadores wygrał klub Cruzeiro.
W pierwszym etapie 20 klubów podzielono na 5 grup po 4 drużyny. Z każdej grupy do następnej rundy awansowały trzy najlepsze zespoły. Jako szesnasty klub do 1/8 awansował broniący tytułu River Plate.
W 1/8 finału wylosowano osiem par, które wyłoniły ośmiu ćwierćfinalistów. W ćwierćfinale wylosowano cztery pary, które wyłoniły czterech półfinalistów. W półfinale dwie pary wyłoniły dwóch finalistów.
Prawdziwą rewelacją turnieju był reprezentujący Peru klub Sporting Cristal, który awansował aż do finału, gromiąc po drodze słynny argentyński Racing. W finale Peruwiańczycy byli w pełni równorzędnym przeciwnikiem dla brazylijskiego klubu Cruzeiro, a rywalizację rozstrzygnęła jedyna bramka zdobyta na kwadrans przed końcem rewanżowego meczu.
Znakomicie spisał się także chilijski klub CSD Colo-Colo, który w walce o finał uległ dopiero po rzutach karnych późniejszemu triumfatorowi, klubowi Cruzeiro.
Wciąż słabo spisywały się kluby z Urugwaju, także kluby z Kolumbii i Paragwaju wypadły znacznie gorzej niż zwykle.
Tradycyjnie najsłabiej prezentowały się drużyny z Boliwii, Ekwadoru i Wenezueli.

## 1/16 finału

### Grupa 1Boliwia,Paragwaj
| 19.02 Club Guaraní-Cerro Porteño 1:0 - Toribio Caballero                                                                                              |
| 19.02 Oriente Petrolero-Club Bolívar 0:4 - Antonio Vidal González, Miguel Ángel Mercado (2), Carlos Fernando Borja - mecz rozegrany został w Sucre    |
| 25.02 Oriente Petrolero-Club Guaraní 4:1 - Roly Paniagua (2), Peña (2, 1k) – Gilberto Palacios - mecz rozegrany został w Cochabamba                   |
| 28.02 Club Bolívar-Club Guaraní 4:1 - Antonio Vidal González (2), Iván Sabino Castillo, Luis Héctor Cristaldo – Hugo Marcelo Ovelar                   |
| 04.03 Oriente Petrolero-Cerro Porteño 1:0 - Ismael Brítez - mecz rozegrany został w Cochabamba                                                        |
| 07.03 Club Bolívar-Cerro Porteño 3:1 - Marco Antonio Sandy, Miguel Ángel Mercado, Antonio Vidal González – Richard Aníbal Gómez                       |
| 12.03 Cerro Porteño-Club Guaraní 2:2 - Danilo Aceval (2k), Guaraní (2) – Hugo Marcelo Ovelar k, Luciano Ojeda                                         |
| 12.03 Club Bolívar-Oriente Petrolero 3:3 - Miguel Ángel Mercado, Antonio Vidal González, Iván Sabino Castillo – Sergio Raúl Diduch, Roly Paniagua (2) |
| 18.03 Club Guaraní-Oriente Petrolero 0:0 |
| 21.03 Cerro Porteño-Oriente Petrolero 2:1 - Félix Brítez Román, Jorge Alcaraz – Sergio Raúl Diduch                                                    |
| 08.04 Club Guaraní-Club Bolívar 3:1 - Derlis Francisco Soto, Hugo Marcelo Ovelar (2) – Richard Marcos Cueto                                           |
| 11.04 Cerro Porteño-Club Bolívar 2:0 - Julio Meza, Osvaldo Cohener                                                                                    |

| Klub              | Mecze | Zw | Rem | Por | Pkt | BrZd | BrStr |
| ----------------- | ----- | -- | --- | --- | --- | ---- | ----- |
| Club Bolívar      | 6     | 3  | 1   | 2   | 10  | 15   | 10    |
| Oriente Petrolero | 6     | 2  | 2   | 2   | 8   | 9    | 10    |
| Club Guaraní      | 6     | 2  | 2   | 2   | 8   | 8    | 11    |
| Cerro Porteño     | 6     | 2  | 1   | 3   | 7   | 7    | 8     |

### Grupa 2Argentyna,Ekwador
| 19.02 Emelec Guayaquil-CD El Nacional 2:1 - Luis Alberto Escobar, Ariel José Graziani – Cléber Manuel Chalá                                                |
| 19.02 Racing Club de Avellaneda-Vélez Sarsfield Buenos Aires 1:2 - Fernando Quiroz – Patricio Alejandro Camps (2)                                          |
| 26.02 CD El Nacional-Vélez Sarsfield Buenos Aires 1:0 - Carlos Vernaza                                                                                     |
| 27.02 Emelec Guayaquil-Racing Club de Avellaneda 2:2 - Ariel José Graziani (2) – Rubén Capria, Fernando Quiroz                                             |
| 02.03 CD El Nacional-Racing Club de Avellaneda 2:0 Simón Ruiz, Cléber Manuel Chalá                                                                         |
| 02.03 Emelec Guayaquil-Vélez Sarsfield Buenos Aires 2:3 - Ariel José Graziani k, Carlos Alberto Juárez – Patricio Alejandro Camps (2), Martín Andrés Posse |
| 12.03 CD El Nacional- Emelec Guayaquil 1:0 - Evelio Ordóñez                                                                                                |
| 12.03 Vélez Sarsfield Buenos Aires-Racing Club de Avellaneda 1:0 - Mauricio Andrés Pellegrino                                                              |
| 18.03 Vélez Sarsfield Buenos Aires-CD El Nacional 3:0 - Guillermo Carlos Morigi, Patricio Alejandro Camps, José Luis Chilavert k                           |
| 21.03 Racing Club de Avellaneda-CD El Nacional 2:0 - Sebastián Brusco k, Rubén Capria                                                                      |
| 05.04 Vélez Sarsfield Buenos Aires- Emelec Guayaquil 1:1 - Claudio Daniel Husaín – Augusto Jesús Porozo                                                    |
| 08.04 Racing Club de Avellaneda- Emelec Guayaquil 2:0 - Marcelo Alejandro Delgado, Martín Raúl Vilallonga                                                  |

| Klub                         | Mecze | Zw | Rem | Por | Pkt | BrZd | BrStr |
| ---------------------------- | ----- | -- | --- | --- | --- | ---- | ----- |
| Vélez Sarsfield Buenos Aires | 6     | 4  | 1   | 1   | 13  | 10   | 5     |
| CD El Nacional               | 6     | 3  | 0   | 3   | 9   | 5    | 7     |
| Racing Club de Avellaneda    | 6     | 2  | 1   | 3   | 7   | 7    | 7     |
| Emelec Guayaquil             | 6     | 1  | 2   | 3   | 5   | 7    | 10    |

### Grupa 3Chile,Wenezuela
| 19.02 Mineros Guayana – Minervén Puerto Ordaz 0:0 |
| 19.02 CD Universidad Católica-CSD Colo-Colo 2:2 - Luis Pérez, Javier Luciano Margas – Luis Fernando Vergara (2)                                                             |
| 25.02 CD Universidad Católica-Mineros Guayana 6:0 - David Bisconti (2), Alberto Federico Acosta (3, 1k), Ricardo Gabriel Lunari                                             |
| 27.02 CSD Colo-Colo-Mineros Guayana 1:0 - Héctor Santiago Tapia k |
| 04.03 CD Universidad Católica-Minervén Puerto Ordaz 6:0 Aníbal Segundo González (2), Ricardo Gabriel Lunari, David Bisconti, Alberto Federico Acosta, Luis Alejandro Osorio |
| 06.03 CSD Colo-Colo-Minervén Puerto Ordaz 1:0 - Marcelo Fabián Espina |
| 12.03 CSD Colo-Colo-CD Universidad Católica 2:0 - Ivo Basay (2) |
| 12.03 Minervén Puerto Ordaz-Mineros Guayana 1:0 - Alexis Chirinos |
| 18.03 Mineros Guayana-CD Universidad Católica 1:1 - Wilfredo Moreno – Alberto Federico Acosta                                                                               |
| 20.03 Minervén Puerto Ordaz-CD Universidad Católica 1:0 - Tizano |
| 25.03 Mineros Guayana-CSD Colo-Colo 1:4 - Andrew Páez – Richard Zambrano, Frank Lobos, Héctor Santiago Tapia (2)                                                            |
| 27.03 Minervén Puerto Ordaz-CSD Colo-Colo 1:2 - Edson Argenis Tortolero k – Héctor Santiago Tapia, Manuel Alejandro Neira                                                   |

| Klub                    | Mecze | Zw | Rem | Por | Pkt | BrZd | BrStr |
| ----------------------- | ----- | -- | --- | --- | --- | ---- | ----- |
| CSD Colo-Colo           | 6     | 5  | 1   | 0   | 16  | 12   | 4     |
| CD Universidad Católica | 6     | 2  | 2   | 2   | 8   | 15   | 6     |
| Minervén Puerto Ordaz   | 6     | 2  | 1   | 3   | 7   | 3    | 9     |
| Mineros Guayana         | 6     | 0  | 2   | 4   | 2   | 2    | 13    |

### Grupa 4Brazylia,Peru
| 19.02 Cruzeiro EC-Grêmio Porto Alegre 1:2 - Aílton Delfino – Zé Alcino, Émerson       |
| 19.02 Club Sporting Cristal-Alianza Lima 0:0                                          |
| 25.02 Alianza Lima-Cruzeiro EC 1:0 - Waldir Alejandro Sáenz                           |
| 28.02 Club Sporting Cristal-Cruzeiro EC 1:0 - Julinho                                 |
| 04.03 Alianza Lima-Grêmio Porto Alegre 0:4 - Zé Alcino, Carlos Miguel (3)             |
| 07.03 Club Sporting Cristal-Grêmio Porto Alegre 1:0 - Nolberto Solano k               |
| 12.03 Grêmio Porto Alegre-Cruzeiro EC 0:1 - Palhinha                                  |
| 12.03 Alianza Lima-Club Sporting Cristal 1:1 - César Miguel Rosales – Julinho         |
| 18.03 Cruzeiro EC-Alianza Lima 2:0 - Reinaldo, Palhinha                               |
| 21.03 Grêmio Porto Alegre-Alianza Lima 2:0 - Émerson, Zé Alcino                       |
| 11.04 Cruzeiro EC-Club Sporting Cristal 2:1 - Alex Mineiro, Reinaldo – Manuel Marengo |
| 15.04 Grêmio Porto Alegre-Club Sporting Cristal 2:0 - Paulo Nunes, Dinho              |

| Klub                  | Mecze | Zw | Rem | Por | Pkt | BrZd | BrStr |
| --------------------- | ----- | -- | --- | --- | --- | ---- | ----- |
| Grêmio Porto Alegre   | 6     | 4  | 0   | 2   | 12  | 10   | 3     |
| Cruzeiro EC           | 6     | 3  | 0   | 3   | 9   | 6    | 5     |
| Club Sporting Cristal | 6     | 2  | 2   | 2   | 8   | 4    | 5     |
| Alianza Lima          | 6     | 1  | 2   | 3   | 5   | 2    | 9     |

### Grupa 5Kolumbia,Urugwaj
| 26.02 Deportivo Cali- Millonarios FC 1:2 - Hamilton Ricard – Bonner Ahmed Mosquera, Christian Santamaría                                     |
| 27.02 Club Nacional de Football-CA Peñarol 1:4 - Juan Ravera – Luis Romero, Pablo Javier Bengoechea (2k), Marcelo Zalayeta                   |
| 04.03 Club Nacional de Football- Millonarios FC 1:2 - Karim Danielo Adippe – Mario Ramírez, Ricardo Pérez                                    |
| 07.03 CA Peñarol- Millonarios FC 2:1 - Carlos Alberto Aguilera, Antonio Pacheco D’Agosti – Ricardo Pérez k                                   |
| 11.03 Deportivo Cali-CA Peñarol 2:0 - Walter Escobar, Carlos Alberto Valderrama                                                              |
| 14.03 Millonarios FC-CA Peñarol 1:2 - Bonner Ahmed Mosquera – Juan Carlos De Lima, Pablo Javier Bengoechea                                   |
| 19.03 CA Peñarol-Club Nacional de Football 0:2 - Mario Barilko, Álvaro Recoba                                                                |
| 19.03 Millonarios FC-Deportivo Cali 2:2 - Ricardo Pérez, Alex Daza – Walter Escobar, Edison Mafla                                            |
| 08.04 Deportivo Cali-Club Nacional de Football 0:1 - Álvaro Recoba                                                                           |
| 11.04 Millonarios FC-Club Nacional de Football 2:0 - Guillermo Daza, Marcio Rodríguez Cruz                                                   |
| 15.04 Club Nacional de Football-Deportivo Cali 1:1 - Juan Ravera – Edison Mafla                                                              |
| 18.04 CA Peñarol-Deportivo Cali 4:3 - Carlos Alberto Aguilera (2), Serafín García, Gonzalo de los Santos – Hamilton Ricard, Edison Mafla (2) |

| Klub                      | Mecze | Zw | Rem | Por | Pkt | BrZd | BrStr |
| ------------------------- | ----- | -- | --- | --- | --- | ---- | ----- |
| CA Peñarol                | 6     | 4  | 0   | 2   | 12  | 12   | 10    |
| Millonarios FC            | 6     | 3  | 1   | 2   | 10  | 10   | 8     |
| Club Nacional de Football | 6     | 2  | 1   | 3   | 7   | 6    | 9     |
| Deportivo Cali            | 6     | 1  | 2   | 3   | 5   | 9    | 10    |

### Obrońca tytułu
| River Plate jako obrońca tytułu awansował do 1/8 finału bez gry |

## 1/8 finału
| Racing Club de Avellaneda – River Plate 3:3 i 1:1, karne 5:3 - 23.04 Claudio Fernando Úbeda (2), Fernando Córdoba – Marcelo Daniel Gallardo, Enzo Francescoli k, Roberto Carlos Monserrat - 07.05 Esteban Fuertes – Enzo Francescoli - Karne: Ignacio Carlos González (+), Sebastián Brusco (+), Carlos Netto (+), Rubén Capria (+), Carlos Alberto Galván (+) – Roberto Luis Trotta (+), Celso Rafael Ayala (+), Hernán Edgardo Díaz (+), Enzo Francescoli (-) |
| Club Sporting Cristal – Vélez Sarsfield Buenos Aires 0:0 i 1:0 - 23.04 0:0 - 08.05 Jorge Antonio Soto |
| Club Guaraní – Grêmio Porto Alegre 2:1 i 1:2, karne 1:2 - 23.04 Hugo Marcelo Ovelar (2) – André Silva - 06.05 Hugo Marcelo Ovelar – Paulo Nunes, Rodrigo Gral - Karne: Gustavo Sotelo (+), Romero (-), Derlis Francisco Soto (-), Delgado (-), Ahumada (-) – Dinho (+), Francisco Arce (+), Mauro Galvão (-), Carlos Miguel (-), Rodrigo Gral (-) |
| Minervén Puerto Ordaz – Club Bolívar 1:1 i 0:7 - 23.04 Alexis Chirinos – Ramiro Castillo - 07.05 Antonio Vidal González (4), Sérgio João (2), Iván Sabino Castillo |
| Millonarios FC – CA Peñarol 2:0 i 1:3, karne 2:3 - 23.04 Ricardo Pérez, Bonner Ahmed Mosquera - 06.05 Ricardo Pérez k – Antonio Pacheco D’Agosti, Carlos Alberto Aguilera, Luis Romero - Karne: Ricardo Pérez (+), Bonner Ahmed Mosquera (+), Flores (-), Flaminio Rivas (-), Raúl Ramírez (-) – Pablo Javier Bengoechea (+), Luis Romero (+), Juan Carlos De Lima (+), Serafín García (-)                                                                      |
| CD Universidad Católica – Oriente Petrolero 4:0 i 5:1 - 06.05 Alberto Federico Acosta (4) - 14.05 David Bisconti (3), Ricardo Gabriel Lunari, Caté – Raúl Medeiros |
| Club Nacional de Football – CSD Colo-Colo 1:3 i 2:1 - 07.05 Álvaro Recoba – Juan Carlos González Izurieta, Marcelo Pablo Barticciotto, Ivo Basay - 14.05 Fernando Alfredo Kanapkis, Mario Barilko – Luis Fernando Vergara |
| CD El Nacional – Cruzeiro EC 1:0 i 1:2, karne 3:5 - 07.05 Cléber Manuel Chalá - 14.05 Joffre Arroyo – Marcelo Silva Ramos (2) - Karne: Joffre Arroyo (+), Vilson Rosero (+), Evelio Ordóñez (+), Cléber Manuel Chalá (-) – Palhinha (+), Ricardinho (+), Fabinho (+), Marcos Texeira (+), Wilson Gottardo (+) |

## 1/4 finału
| Club Bolívar – Club Sporting Cristal 2:1 i 0:3 - 21.05 Eduardo Jiguchi, Sérgio João – Luis Alberto Bonnet - 28.05 Nolberto Solano, Jorge Antonio Soto, Prince Koranteng Amoako |
| CD Universidad Católica – CSD Colo-Colo 2:1 i 1:3 - 21.05 David Bisconti, Alberto Federico Acosta – Ivo Basay - 28.05 Alberto Federico Acosta – Luis Fernando Vergara, José Luis Sierra, Ivo Basay |
| Cruzeiro EC – Grêmio Porto Alegre 2:0 i 1:2 - 27.05 Elivélton, Alex Mineiro - 03.06 Fabinho – Mauro Galvão, Zé Alcino |
| CA Peñarol – Racing Club de Avellaneda 1:0 i 0:1, karne 2:3 - 21.05 Juan Carlos De Lima - 28.05 Rubén Capria - Karne: Pablo Javier Bengoechea (+), Óscar Osvaldo Aguirregaray (+), Andreé González (-), Luis Romero (-), José de los Santos (-) – Ignacio Carlos González (+), Claudio Fernando Úbeda (+), Marcelo Alejandro Delgado (+), José Tiburcio Serrizuela (-), Rubén Capria (-) |

## 1/2 finału
| Cruzeiro EC – CSD Colo-Colo 1:0 i 2:3, karne 4:1 - 23.07 Marcelo Silva Ramos - 30.07 Marcelo Silva Ramos, ? – Ivo Basay (3, 2k) - Karne: Ricardinho (+), Donizete Oliveira (+), Fabinho (+), Marcelo Silva Ramos (+) – José Luis Sierra (+), Marcelo Fabián Espina (-), Ivo Basay (-) |
| Racing Club de Avellaneda – Club Sporting Cristal 3:2 i 1:4 - 23.07 Martín Raúl Vilallonga, Claudio Fernando Úbeda (2) – Jorge Antonio Soto, ? - 30.07 Marcelo Alejandro Delgado – Luis Alberto Bonnet (2), Julio César Rivera, Nolberto Solano                                       |

## FINAŁ
| Club Sporting Cristal – Cruzeiro EC 0:0 i 0:1 |
| 6 sierpnia 1997 Lima Estadio Nacional (?) Club Sporting Cristal – Cruzeiro EC 0:0 Sędzia: Byron Moreno (Ekwador) Club Sporting Cristal: Julio César Balerio – Manuel Marengo, César Miguel Rebosio (Erick Omar Torres), Marcelo Asteggiano, Martin Vasquez (Andrés Augusto Mendoza) – Jorge Antonio Soto, Pedro Garay, Alfredo Carmona (Alex Segundo Magallanes), Nolberto Solano – Luis Alberto Bonnet, Julinho. Trener: Sergio Markarián. Cruzeiro EC: Dida – Vítor, Gélson Baresi, Wilson Gottardo, Nonato – Donizete Oliveira, Fabinho, Ricardinho, Palhinha (Tico) – Clêison (89 czerwona kartka), Marcelo Silva Ramos (Da Silva). Trener: Paulo Autuori.                                          |
| 13 sierpnia 1997 Belo Horizonte Estádio Mineirão (96 000) Cruzeiro EC – Club Sporting Cristal 1:0 (0:0) Sędzia: Javier Castrilli (Argentyna) Bramki: 1:0 Elivélton 75 Cruzeiro EC: Dida – Vítor, Gélson Baresi, Wilson Gottardo, Nonato – Donizete Oliveira, Fabinho, Ricardinho (71 Da Silva), Palhinha – Marcelo Silva Ramos, Elivélton. Trener: Paulo Autuori. Club Sporting Cristal: Julio César Balerio – Manuel Marengo, Julio César Rivera, Marcelo Asteggiano – Nolberto Solano, Jorge Antonio Soto, Erick Omar Torres (73 Jorge Antonio Serrano), Pedro Garay, Prince Koranteng Amoako (56 Alfredo Carmona) – Luis Alberto Bonnet (85 Ismael Habrahamshon), Julinho. Trener: Sergio Markarián. |

## Strzelcy bramek
| Gole | Piłkarz                 | Klub                    |
| ---- | ----------------------- | ----------------------- |
| 11   | Alberto Federico Acosta | CD Universidad Católica |
| 9    | Antonio Vidal González  | Club Bolívar            |
| 8    | Ivo Basay               | CSD Colo-Colo           |

## Klasyfikacja
Poniższa tabela ma charakter statystyczny. O kolejności decyduje na pierwszym miejscu osiągnięty etap rozgrywek, a dopiero potem dorobek bramkowo-punktowy. W przypadku klubów, które odpadły w rozgrywkach grupowych o kolejności decyduje najpierw miejsce w tabeli grupy, a dopiero potem liczba zdobytych punktów i bilans bramkowy.
| Poz                                                                      | Klub                      | Mecze | Zw | Rem | Por | Pkt | BrZd | BrStr |
| ------------------------------------------------------------------------ | ------------------------- | ----- | -- | --- | --- | --- | ---- | ----- |
| 1                                                                        | Cruzeiro EC               | 14    | 7  | 1   | 6   | 22  | 15   | 12    |
| 2                                                                        | Club Sporting Cristal     | 14    | 5  | 4   | 5   | 19  | 15   | 12    |
| 3                                                                        | CSD Colo-Colo             | 12    | 8  | 1   | 3   | 25  | 23   | 13    |
| 4                                                                        | Racing Club de Avellaneda | 12    | 4  | 3   | 5   | 15  | 16   | 18    |
| 5                                                                        | Grêmio Porto Alegre       | 10    | 6  | 0   | 4   | 18  | 15   | 9     |
| 6                                                                        | CA Peñarol                | 10    | 6  | 0   | 4   | 18  | 16   | 14    |
| 7                                                                        | CD Universidad Católica   | 10    | 5  | 2   | 3   | 17  | 27   | 11    |
| 8                                                                        | Club Bolívar              | 10    | 5  | 2   | 3   | 17  | 25   | 15    |
| 9                                                                        | CA Vélez Sarsfield        | 8     | 4  | 2   | 2   | 14  | 10   | 6     |
| 10                                                                       | Millonarios FC            | 8     | 4  | 1   | 3   | 13  | 13   | 11    |
| 11                                                                       | CD El Nacional            | 8     | 4  | 0   | 4   | 12  | 7    | 9     |
| 12                                                                       | Club Guaraní              | 8     | 3  | 2   | 3   | 11  | 11   | 14    |
| 13                                                                       | Club Nacional de Football | 8     | 3  | 1   | 4   | 10  | 9    | 13    |
| 14                                                                       | Oriente Petrolero         | 8     | 2  | 2   | 4   | 8   | 10   | 19    |
| 15                                                                       | Minervén Puerto Ordaz     | 8     | 2  | 2   | 4   | 8   | 4    | 17    |
| 16                                                                       | River Plate               | 2     | 0  | 2   | 0   | 2   | 4    | 4     |
| 17                                                                       | Cerro Porteño             | 6     | 2  | 1   | 3   | 7   | 7    | 8     |
| 18                                                                       | Deportivo Cali            | 6     | 1  | 2   | 3   | 5   | 9    | 10    |
| 19                                                                       | Emelec Guayaquil          | 6     | 1  | 2   | 3   | 5   | 7    | 10    |
| 20                                                                       | Alianza Lima              | 6     | 1  | 2   | 3   | 5   | 2    | 9     |
| 21                                                                       | Mineros Guayana           | 6     | 0  | 2   | 4   | 2   | 2    | 13    |
| Podsumowanie: 90 meczów, w tym 17 remisów, 247 bramek – 2,74 bramki/mecz |                           |       |    |     |     |     |      |       |